# Biserica romano-catolică din Biharia

Biharia este o localitate foarte veche. Aici a înființat regele Ștefan cel Sfânt episopia de Bihor, pe care regele Ladislau cel Sfânt a mutat-o la Oradea.
Biserica gotică, ce aparține acum reformaților, a fost cândva catolică cu hramul Sf. Petru.
Dioceza a fost reînființată de abia în 1926, dar episcopul Vurum József începe construcția biserici actuale mai dinainte și o sfințește în 1826.
Înălțimea turnului este de 26 m, lungimea bisericii de 21 m, iar lățimea de 12 m.
După 1990 biserica a fost renovată atât în interior cât și în exterior, iar în 2000 i s-a schimbat acoperișul din țiglă în vremea preotului József György.